# Амалаберга

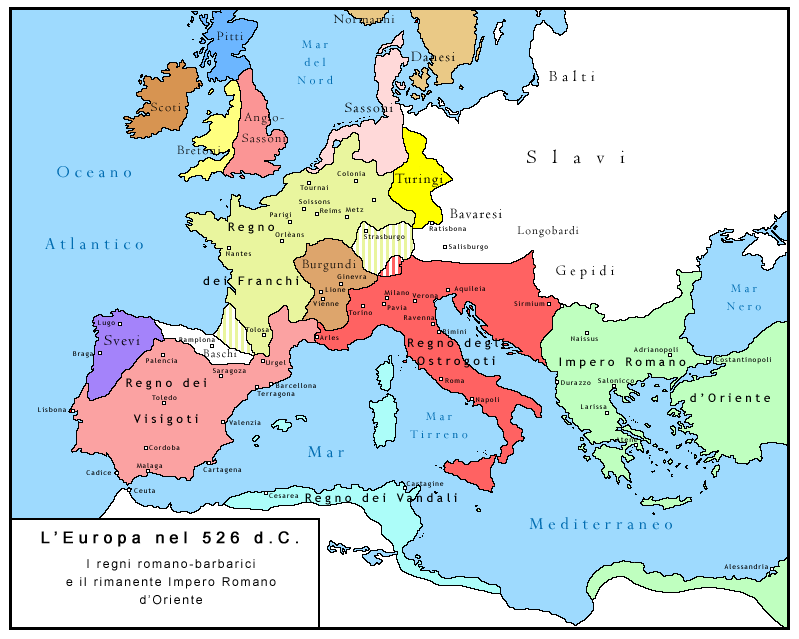
Варварские королевства в 526 году

Амалаберга (лат. Amalaberga; умерла не ранее 536) — королева тюрингов (между 507 и 511—534) по браку с Герменефредом.

## Биография

### Исторические источники
Амалаберга известна из нескольких раннесредневековых исторических источников. В том числе, о ней и связанных с нею события упоминается в письмах Кассиодора, «Анониме Валезия», «Войне с готами» Прокопия Кесарийского, «О происхождении и деяниях гетов» Иордана, «Истории франков» Григория Турского, житии святой Радегунды, поэме «О гибели Тюрингии» Венанция Фортуната, «Хронике» Фредегара, «Книге истории франков» и «Деяниях саксов» Видукинда Корвейского.

### Ранние годы
Амалаберга была дочерью Амалафриды из правившего остготами рода Амалов, сестрой короля Теодахада и племянницей короля Теодориха Великого. В средневековых источниках имя отца Амалаберги сообщается только в труде Видукинда Корвейского. Там он упомянут как «король франков Гуго». Современные историки считают, что писавший в X веке автор мог иметь в виду правителя Франкского государства Хлодвига I. Однако так как все сведения этого автора о событиях VI века основаны на легендах саксов, это свидетельство считается малодостоверным. Возможно, что Амалаберга могла быть как дочерью первого супруга Амалафриды, имя которого неизвестно, так и дочерью второго мужа Амалафриды, короля вандалов Тразамунда.
Детство Амалаберга провела при дворе Теодориха Великого в Равенне. По вероисповеданию, так же как и остальные остготы, она была арианкой.
Вероятно, Амалаберга получила хорошее для того времени образование, основанное на античных традициях. В послании к королю Герменефреду Кассиодор так писал о Амалаберге: «Мы посылаем Вам бриллиант нашего двора и дома, красу всего рода, мудрую советчицу, прелестнейшую из женщин. Она должна разделить власть с Вами и управлять Вашим народом с мудрым усердием, чтобы он стал ещё более счастливым. Вы получаете женщину с достоинствами, которые высоко ценятся в Италии: она сведуща в науках, чтит старинные обычаи, имеет царственный вид благодаря не только своему происхождению, но и своим женским достоинствам». Сохранилась эпитафия, написанная, возможно, самой Амалабергой в память об умершем Теудегизеле (её сыне или брате).

### Королева тюрингов
Предположительно между 507 и 511 годами Амалаберга по инициативе Теодориха Великого стала женой Герменефреда, правившего Тюрингским королевством совместно со своими братьями Бертахаром и Бадерихом. Об этом сообщается в написанном Кассиодором от имени короля остготов письме к Герменефреду. В том числе, в послании указывалось, что королю тюрингов оказывалась огромная честь правом породниться с таким выдающимся среди германцев родом, как Амалы: «Вы, отпрыск королевского рода, отныне примете на себя часть славы блестящего рода Амалов». В качестве приданого за Амалабергу король Герменефред передал Теодориху Великому разводившихся в Тюрингии двух «одетых серебряным цветом жеребцов, каких подобает иметь в качестве свадебных».
Для Теодориха Великого это был очередной династический брак, организованный королём остготов для укрепления своего влияния на соседних властителей. Способствуя заключению брак между Амалабергой и Герменефредом, правитель Остготского королевства намеревался положить конец притязаниям правивших франками Меровингов на власть над тюрингами. Вероятно, эта цель была достигнута, так как до самой смерти Теодориха Великого в 526 году франки ни разу не вступали с тюрингами в вооружённые конфликты.
В браке Герменефреда и Амалаберги родились, по крайней мере, два ребёнка: сын Амалафрид и дочь, которую, как предполагается, звали Роделинда.

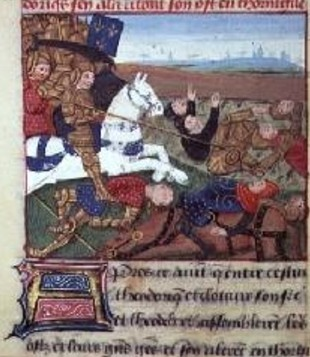
Теодорих I в Тюрингии. Пергамент. «Хроника королей Франции», XV век. Музей Конде, Шантийи, Франция

Вероятно, Амалаберга оказывала большое влияние на Герменефреда, в том числе, в вопросах государственного правления. По свидетельству Григория Турского, именно Амалаберга была виновна в разжигании вражды между своим мужем и его братьями. В результате этих междоусобиц в 525 году по приказу Герменефреда был убит Бертахар, а в 529 году и Бадерих. Всё это супруг Амалаберги совершил при помощи франкского короля Теодориха I, которому обещал передать половину своего королевства. Однако после того как оба его брата были убиты, Герменефред отказался выполнять своё обещание, и с тех пор стал править Тюрингским королевством единовластно.
Точно неизвестно, насколько правдиво это сообщение Григория Турского, относившегося к Амалаберге с явной предвзятостью и называвшего её женщиной «злой и жестокой». Предполагается, что описывая Герменефреда и Амалабергу как преступников и братоубийц, историк пытался оправдать последовавшую за убийствами Бертахара и Бадериха аннексию королевства тюрингов франками. Высказывается мнение, что источником обвинений Григория Турского против Амалаберги стала какая-нибудь франкская героическая песня. Это подтверждается тем, что в переданных Видукиндом Корвейским саксонских преданиях упоминается другая версия рассказа о гибели братьев. Однако также возможно, что в повествовании Григория Турского нашло отражение и реальное положение дел в королевстве тюрингов. Предполагается, что воспитанная при дворе такого сильного и единовластного правителя, каким был Теодорих Великий, Амалаберга действительно не смогла смириться с положением Герменефреда как только первого среди равных, и приняла все доступные ей меры для устранения соправителей своего мужа.
Пока был жив Теодорих Великий, франки не осмеливались воевать с тюрингами. Однако уже через пять лет после кончины короля остготов Теодорих I и Хлотарь I вторглись во владения Герменефреда. Несмотря на близкие родственные связи Амалаберги с правителями Остготского королевства, Аталарихом и его матерью Амаласунтой, тюринги не получили от остготов никакой военной помощи. Начавшаяся в 531 году война продолжалась до 534 года, когда по приказу франкских королей супруг Амалаберги был убит, а Тюрингское королевство присоединено к Франкскому государству. После гибели мужа Амалаберга с детьми бежала в Остготское королевство, найдя приют при дворе нового короля Теодахада, своего брата.

### В изгнании
После того как в 539 году остготская столица Равенна во время Готских войн была взята византийской армией под командованием Велизария, семья Амалаберги вместе с другими представителями остготской знати была в 540 году привезена в Константинополь. Здесь её сын Амалафрид был принят на военную службу, а дочь в период между 540 до 555 годами с согласия византийского императора Юстиниана I выдана замуж за короля лангобардов Аудоина.
О судьбе самой Амалаберги после приезда в Равенну сведений в не сохранилось.